# Montalcino
Montalcino es un municipio italiano de 5.115 habitantes de la provincia de Siena. Es una localidad destacada por la producción del vino Brunello. Se encuentra en el territorio al noroeste del Monte Amiata, en la parte final de val de Orcia, sobre el límite administrativo con la provincia de Grosseto. Está al oeste de Pienza, cerca de la zona conocida como Crete Senesi. Dista 42 km de Siena, 110 de Florencia y 150 de Pisa.
El nombre de la ciudad deriva de las palabras latinas mons (monte) e ilex (encina), esto es, «monte de las encinas».

## Historia
La colina sobre la que se asienta Montalcino posiblemente estuviera ya habitada en tiempos de los etruscos. Su primera mención en documentos históricos data del año 814, sugiriéndose que había allí una iglesia en el siglo IX, muy probablemente construida por monjes que estaban relacionados con la cercana abadía de Sant'Antimo. La población creció repentinamente a mediados del siglo X cuando la gente que huía de la cercana ciudad de Roselle decidió residir en la ciudad.
En tiempos medievales la ciudad fue conocida por sus curtidurías y por los zapatos y otros objetos de cuero que se hacían con cueros de alta calidad que se producían aquí. Conforme pasó el tiempo, muchas ciudades de las colinas medievales, incluyéndose entre ellas Montalcino, padecieron un fuerte declive económico. 
En la Edad Media era un municipio independiente de considerable importancia debido a su ubicación a lo largo de la antigua vía Francígena, la principal carretera entre Francia y Florencia, aunque poco a poco cayó bajo la influencia de la más poderosa y agresiva ciudad de Siena. Dependió de esta ciudad desde la batalla de Montaperti de 1260 y se vio involucrada en sus conflictos, particularmente los que tuvo con la ciudad de Florencia en los siglos XIV y XV. Cuando Siena cayó en poder de la Florencia medicea, Montalcino resistió durante casi cuatro años hasta 1559, pero al final cayó de parte de los florentinos, bajo cuyo control estuvo hasta que el Gran Ducado de Toscana se unificó con el resto de Italia en 1861.
Actualmente, sin embargo, la economía de Montalcino depende del turismo y del hecho de que se asienta en uno de los viñedos más importantes de Italia.

## Lugares de interés
Las primeras murallas medievales se construyeron en el siglo XIII. La Fortezza (fortaleza) se construyó en el punto más alto de la ciudad en el año 1361, sobre un plan pentagonal diseñado por los arquitectos sieneses, Mino Foresi y Domenico di Feo.  La fortaleza incorpora algunas de las murallas meridionales preexistentes y otras estructuras como la tenencia de Santo Martini, la torre de San Giovanni y una antigua basílica que actualmente sirve como capilla del castillo.
Los Musei Riuniti son, a la vez, un museo cívico y diocesano. Conserva varias obras, incluyendo un destacado crucifijo de un artista desconocido de la escuela sienesa, dos bellas esculturas del siglo XV, en madera y otras esculturas en terracota que parecen ser de la escuela de Della Robbia. La colección incluye un San Pedro y San Pablo de Ambrogio Lorenzetti y una Virgen con Niño de Simone Martini.
Otros lugares de interés son:
- Chiesa di Sant'Agostino, de fachada románica, construida en el siglo XIII.
- El Duomo (catedral), dedicada a San Salvador, de apariencia neoclásica.
- La Piazza del Popolo, con el Ayuntamiento (Palazzo Comunale) como principal edificio, con una alta torre medieval adyacente.
- La Loggia, estructura renacentista con seis arcos de medio punto, aunque con muchas restauraciones de épocas posteriores.

Montalcino está dividida, como la mayor parte de las ciudades toscanas medievales, en cuartos llamados contrade.

## Evolución demográfica
| Gráfica de evolución demográfica de Montalcino entre 1861 y 2001 |
|                                                                  |
| Fuente ISTAT - elaboración gráfica de Wikipedia                  |

## Ciudad hermanada
- San Asensio  España